# Passe montagne
Pour plus de détails, voir Fiche technique et Distribution.
Passe montagne est un film français réalisé par Jean-François Stévenin et sorti en 1978.

## Synopsis
Serge, mécanicien divorcé, vit dans un hameau du Jura. Sur l'autoroute, il fait la connaissance de Georges, architecte parisien en panne. Serge remorque la voiture et héberge Georges. Ils se lient d'amitié et Serge lui parle de sa quête : il cherche une vallée inconnue, la « combe magique » ; il a construit un oiseau de bois pour l'explorer. Les deux hommes, après avoir réparé le véhicule de Georges, partent dans la forêt et vivent plusieurs jours avec des villageois.

## Fiche technique
- Titre : Passe montagne
- Réalisation : Jean-François Stévenin
- Scénario : Jean-François Stévenin et Michel Delahaye
- Photographie : Jean-Yves Escoffier et Lionel Legros
- Musique : Philippe Sarde
- Montage : Yann Dedet
- Son : Dominique Hennequin
- Pays de production :  France
- Tournage : du 15 avril au 8 juin 1977
- Format : couleur - 1,66:1 - Mono - 35 mm
- Genre : comédie dramatique
- Durée : 108 minutes
- Date de sortie : France - 8 novembre 1978

## Distribution
- Jean-François Stévenin : Serge
- Jacques Villeret : Georges
- Yves Le Moign
- Texandre Barberat
- Christine Pâris
- André Riva
- Jean-François Balmer

## Distinctions
- Prix FIPRESCI de la Mostra de Venise